# São Martinho do Porto
São Martinho do Porto est une freguesia située dans l'Ouest portugais.
Avec une superficie de 15,01 km2 et une population de 2 644 habitants (2001), la paroisse possède une densité de 176,1 hab/km2.
La ville a notamment la propriété d'être sur une baie semi-circulaire d'environ 700 mètres de rayon, possédant une ouverture de moins de 200 mètres de large (entre deux caps) sur l'Atlantique. Lorsque la houle vient de l'ouest, la surface de l'eau est le siège d'un phénomène de diffraction de grande ampleur.